# Batizovské oká
Batizovské oka ( polsky Batyżowieckie Oka je soubor několika maličkých ples na nejvyšší severovýchodní terase Batizovské doliny, na tzv. Vyšné Batizovské rovni ve Vysokých Tatrách. Nacházejí se v nadmořské výšce asi 2200 m n. m..
Batizovské oka patří mezi nejvýše položené vodní plochy ve Vysokých Tatrách. Kromě nich, v téměř stejné výši v Malé Studené dolině, soustřeďuje vody Baranie pliesko (2207 m n. m.). Nejvyšším vodní plochou v Tatrách je Modré pleso v Malé Studené dolině. 

## Externí odkazy

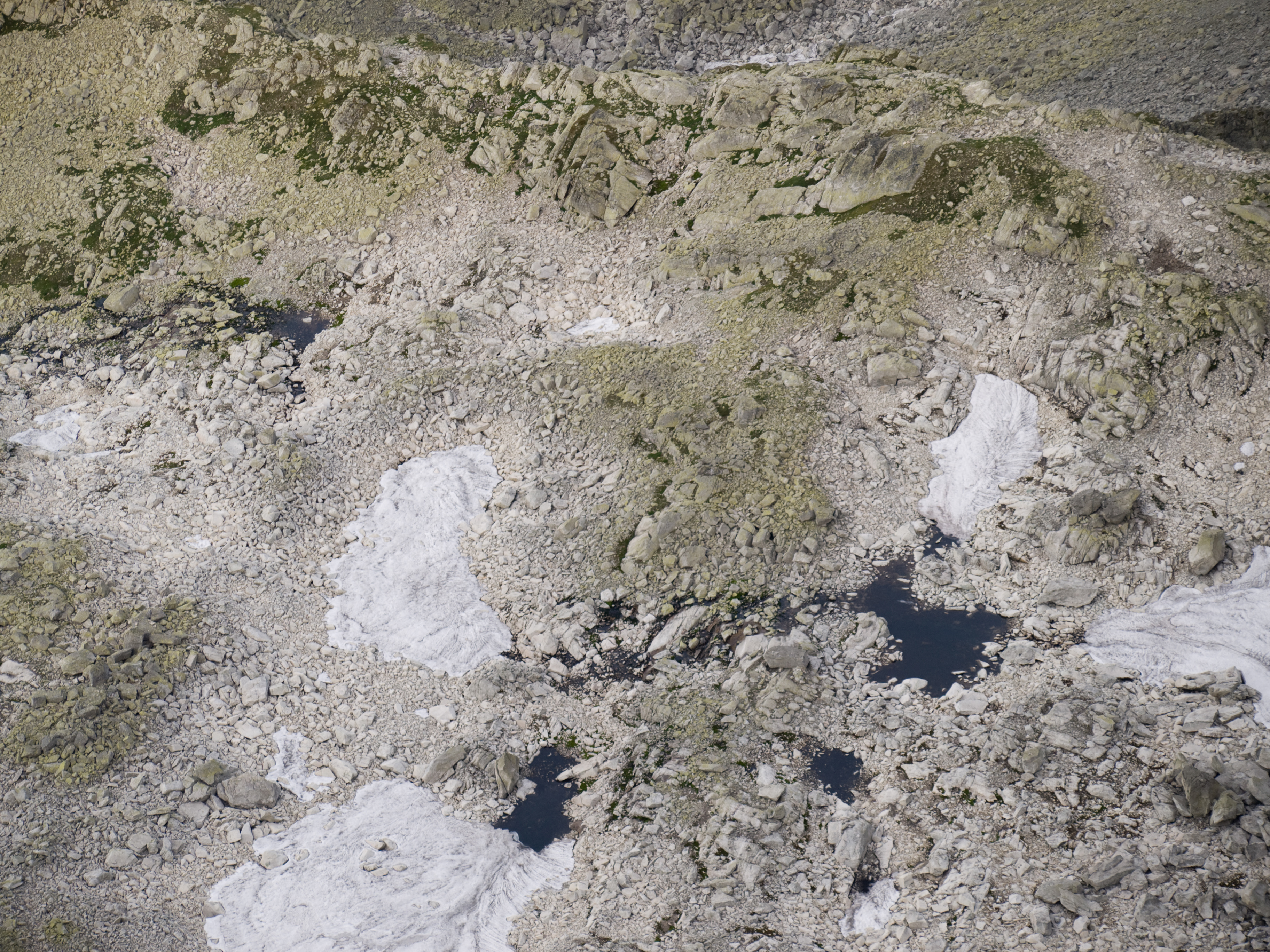
Batizovské oka – pohled z Gerlachovského štítu.